# Routeke
Het Routeke is een voormalige spoorlijn (ook wel het kolenspoor van Zolder genoemd) die de Steenkoolmijn van Zolder verbond met de kolenhaven De Lossing in Genenbos / Lummen.
Ze werd gebruikt om de steenkool per goederentrein van de kolenwasserij in Zolder naar het Albertkanaal te vervoeren. Hiervoor werden wagons met steenkoolkubels gebruikt, zogenaamde Kübelwagens.
De spoorlijn liep voornamelijk over het grondgebied van Heusden-Zolder, enkel de laatste halve kilometer (tussen de Mangelbeek en de Lossing) verliep over het grondgebied van Lummen.
Net nadat de oude spoorweg (komende van de mijn van Zolder) de N719 (koolmijnlaan) kruiste, passeerde het kolenspoor het Helzoldstadion waar tot 1999 KFC Helzold speelde. Tussen de N719 en het Helzoldstadion in Zolder had de spoorlijn een aansluiting met spoorlijn 15, die aansloot ter hoogte van het station van Zolder.
Na het sluiten van de mijn van Zolder, in het begin van de jaren negentig, werd de lijn opgebroken. Op de spoorwegbedding werd daarna een fietspad in asfalt aangelegd. Dit maakt deel uit van het Limburgse fietsknooppuntennetwerk (tussen knooppunt 304 en 311) en wordt aangeduid als fietssnelweg F752.

## Trivia
Tussen de N72 in Heusden en de Lossing in Lummen, loopt Het Routeke vlak tussen de rechtgetrokken Mangelbeek en de 70 kV-hoogspanningsleiding van Lummen naar Houthalen.
Aan de brug waar Het Routeke de Zolderseweg in Heusden-Zolder overbrugt, werd op 22 september 1987 een overval gepleegd op een Securitas-geldtransport door de Securitas-bende van Patrick Haemers.